# 马尔萨莱斯 (多尔多涅省)
马尔萨莱斯（法語：Marsalès，法語發音：[maʁsalɛs]）是法国多尔多涅省的一个市镇，属于贝尔热拉克区。

## 地理
马尔萨莱斯（44°41'19"N, 0°53'5"E）面积9.43 平方千米，位于法国新阿基坦大区多爾多涅省，该省份为法国西南部内陆省份，是法國本土面积第三大的省，大致对应佩里戈尔地区，北起顺时针与夏朗德省、上维埃纳省、科雷兹省、洛特省、洛特-加龙省、吉倫特省和滨海夏朗德省接壤。
与马尔萨莱斯接壤的市镇（或旧市镇、城区）包括：圣罗曼德蒙帕济耶、拉瓦拉德、蒙帕济耶、卡普德罗、戈雅克、洛尔姆、圣卡西安、圣马尔科里。

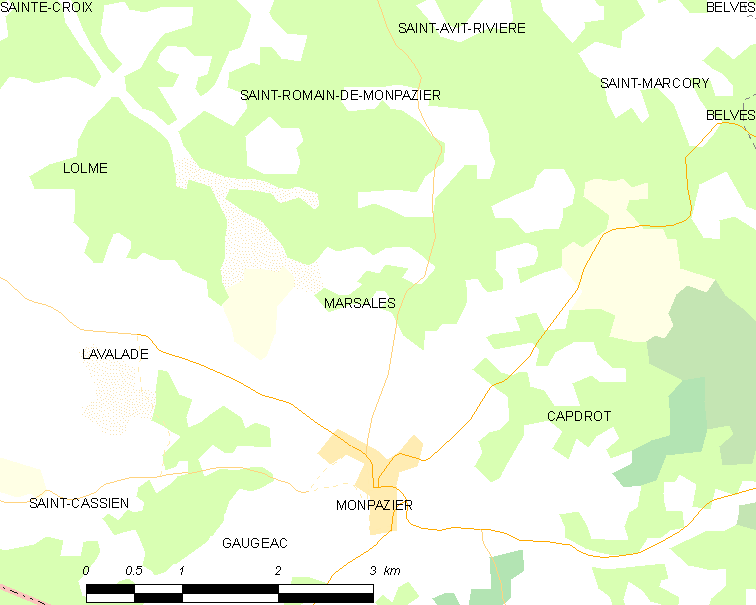
的OSM定位图

马尔萨莱斯的时区为UTC+01:00、UTC+02:00（夏令时）。

## 行政
马尔萨莱斯的邮政编码为24540，INSEE市镇编码为24257。

## 政治
马尔萨莱斯所属的省级选区为拉兰德县。

## 人口

1962-2008年间人口变化图示

马尔萨莱斯于2022年1月1日时的人口数量为225人。